# Ahlefeld-Bistensee
Ahlefeld-Bistensee település Németországban, Schleswig-Holstein tartományban. Lakosainak száma 517 fő (2023. december 31.). Ahlefeld-Bistensee Ascheffel és Brekendorf községekkel határos.

## Népesség
A település népességének változása:
| Lakosok száma | 508  | 488  | 475  | 510  | 520  | 517  |
|               | 2014 | 2017 | 2019 | 2021 | 2022 | 2023 |